# تلغراف هيرالد
تلغراف هيرالد Telegraph Herald هي صحيفة يومية تصدر في مدينة دوبيوك في آيوا، لسكان دوبيوك والمناطق المحيطة بها في ولايات أيوا، إلينوي، وويسكونسن. ونشات الصحيفة من نتيجة اندماج في عام 1901 بين صحيفة دوبيوك هيرالد ودوبيوك تلغراف . 